# UFC on Fox: Henderson vs. Thomson
UFC on Fox: Henderson vs. Thomson (también conocido como UFC on Fox 10) fue un evento de artes marciales mixtas celebrado por Ultimate Fighting Championship el 25 de enero de 2014 en el United Center
en Chicago, Illinois.

## Historia
El evento principal estuvo encabezado por una pelea de peso ligero entre el excampeón Benson Henderson y Josh Thomson.
Se esperaba que Pascal Krauss y Adam Khaliev se enfrentaran en este evento. Sin embargo, ambos fueron expulsados de la tarjeta debido a circunstancias no reveladas.

## Resultados
1. ↑  Originalmente victoria por decisión unánime para Camus. El resultado fue cambiado a Sin Resultado después de que Camus diera positivo por marihuana durante una revisión posterior al combate.

## Premios extra
Cada peleador recibió un bono de $50,000.
- Pelea de la Noche: Álex Cáceres vs. Sergio Pettis
- KO de la Noche: Donald Cerrone
- Sumisión de la Noche: Álex Cáceres